# Суды в Санкт-Петербурге

Суды в Санкт-Петербурге
Ниже приводится перечень судебных органов, находящихся на территории Санкт-Петербурга.

## Конституционный суд
Конституционный суд:
- Конституционный суд Российской Федерации.

## Федеральные суды общей юрисдикции (кроме военных судов)
Федеральные суды общей юрисдикции (кроме военных судов):
- Третий кассационный суд общей юрисдикции;
- Второй апелляционный суд общей юрисдикции;
- Санкт-Петербургский городской суд;
- 23 районных суда города Санкт-Петербурга;
- Ленинградский областной суд.

## Военные суды
Военные суды:
- Ленинградский окружной военный суд;
- Санкт-Петербургский гарнизонный военный суд;
- 224-й гарнизонный военный суд.

## Арбитражные суды
Арбитражные суды:
- Арбитражный суд Северо-Западного округа;
- Тринадцатый арбитражный апелляционный суд;
- Арбитражный суд города Санкт-Петербурга и Ленинградской области.

## Суды субъекта федерации
Суды субъекта федерации:
- 211 мировых судей Санкт-Петербурга.